# 天主教顺化总教区
天主教顺化总教区（拉丁語：Archidioecesis Hueensis）是罗马天主教在越南中部设立的一个总教区。 
顺化总教区成立于1960年11月24日。教区管辖面积12,227 km²，现任总主教阮志灵（Giuse Nguyễn Chí Linh）。
2006年，有66,700名教友，估轄區總人口3,1%，有177個堂區、114名司鐸、107名修士、631名修女。顺化市的圣母圣心主教座堂是顺化总教区的主教座堂。

## 所辖教区
- 天主教邦美蜀教区（1967年）
- 天主教岘港教区（1963年）
- 天主教崑嵩教区（1932年）
- 天主教芽庄教区（1957年）
- 天主教归仁教区（1844年）

## 歷任總主教
- 吳廷俶（Pierre Martin Ngô Đình Thục），1960年-

- 阮如彩（Stêphanô Nguyễn Như Thể），1998年-
- 黎文洪（Francis Xavier Lê Văn Hồng），-2016年
- 阮志灵（Giuse Nguyễn Chí Linh），2016年至今